# 不干預主義
不干預主義是一种外交政策，支持此類外交政策的人认为政府应避免干涉外国事务，但仍保留外交活動和贸易，同时避免战争，除非遭到入侵時被迫自卫。中国提出的“和平共处五项原则”和美国孤立主义都有不干涉的内涵。
聯合國在1946年通過《国家权利义务宣言草案》，認為各国对任何他国之内政外交，有不加干涉之义务。1965年，聯合國通過《关于各国内政不容干涉及其独立与主权之保护宣言》，該宣言規定，無論任何理由，各國均無權直接或間接干預他國內政和外交。